# Caranx caballus
Caranx caballus és un peix teleosti de la família dels caràngids i de l'ordre dels perciformes.

## Morfologia
Pot arribar als 55 cm de llargària total i als 2.810 g de pes.

## Distribució geogràfica
Es troba a les costes del Pacífic oriental (des de Califòrnia fins al Perú, incloent-hi el Golf de Califòrnia i les Illes Galápagos).